# Santa Maria del Popolo (titre cardinalice)
Le titre cardinalice de Santa Maria del Popolo (Sainte Marie du Peuple) a été institué le 13 avril 1587 par le pape Sixte V dans la constitution apostolique Religiosa. Il est attaché à l'église homonyme située sur la Piazza del Popolo à Rome.

## Titulaires
| - Tolomeo Gallio (1587) - Scipione Gonzaga (1588-1593) - Ottavio Acquaviva d'Aragona, Sr. (1593-1602) - Francesco Mantica (1602-1614) - Filippo Filonardi (1614-1622) - Guido Bentivoglio (1622-1635) - Lelio Biscia (1637-1638) - Lelio Falconieri (1643-1648) - Mario Theodoli (1649-1650) - Fabio Chigi (1651-1655), futur pape Alexandre VII - Giangiacomo Teodoro Trivulzio (1655-1656) - Flavio Chigi seniore (1657-1686) - Savo Millini (1686-1689) - Francesco del Giudice (1690-1700) - Andrea Santacroce (1700-1712) - Agostino Cusani (1713-1730) - Camillo Cybo (1731-1741) - Francesco Ricci (1743-1755) | - Franz Konrad von Rodt (1758-1775) - Giovanni Carlo Bandi (1775-1784) - Giovanni Maria Riminaldi (1785-1787) - Francesco Maria Pignatelli (1794-1800) - Ferdinando Maria Saluzzo (1801-1804) - Francesco Cesarei Leoni (1817-1830) - Francisco Javier de Cienfuegos y Jovellanos (1831-1847) - Jacques-Marie Antoine Célestin Dupont (1847-1859) - Carlo Sacconi (1861-1870) - Flavio Chigi (1874-1885) - Alfonso Capecelatro di Castelpagano (1886-1912) - José María Cos y Macho (1912-1919) - Juan Soldevilla y Romero (1919-1923) - George Mundelein (1924-1939) - James Charles McGuigan (1946-1974) - Hyacinthe Thiandoum (1976-2004) - Stanisław Dziwisz (2006-) |